# 松田明子 (アナウンサー)
松田 明子（まつだ あきこ、1967年9月28日 - ）は、テレビユー山形（TUY）元アナウンサー。
山形県村山市出身。血液型O型。山形大学を卒業後、TUY開局時に入社（ホームページには1991年と掲載）。趣味は日本酒など。

## 担当番組
- TUYイブニングニュース
- どよまん
- 週刊ギャオス
- お誕生日おめでとう - JNN系列の『おはようクジラ』から『ウォッチ!』にかけての朝の情報番組枠の一部の差し替えコーナーミニ番組枠
- テレビ遊学館
- 地域文化を訪ねて
- ビッグモーニング（中継リポーター）